# Morgan Studios
Els Morgan Studios, també coneguts com a Morgan Sound Studios, van ser uns estudis d'enregistrament ubicats a Willesden, Londres. Eren coneguts per molts enregistraments de bandes i artistes britànics en els anys 1960 i 1970 com Yes, The Kinks, Led Zeppelin, Pink Floyd, Paul McCartney i Black Sabbath, a més de ser els primers estudis d'enregistrament amb una enregistradora de 24 pistes a Anglaterra fabricada per Ampex.
L'amo original va ser Barry Morgan, després va passar a les mans de Robin Miler qui els va rebatejar a "Power Plant" i després a "Battery".

## Enregistraments fets a Morgan Studios

### Àlbums
- Blind Faith (1969) - Blind Faith
- Supertramp (1969-1970) – Supertramp
- Meddle (1971) – Pink Floyd
- America (1971) – America
- Thick as a Brick (1972) – Jethro Tull
- Waterfall (1972) – If
- Sabotage (febrer de 1975) – Black Sabbath
- Tales from Topographic Oceans (agost–octubre de 1973) – Yes
- Bucks Fizz (1981) – Bucks Fizz
- Back To Thunder (1978) Strife

### Senzills
- Lola (1970) – The Kinks
- Making Your Mind Up (1981) – Bucks Fizz